# New American Gospel
New American Gospel es el segundo álbum de estudio de la banda estadounidense de groove metal Lamb Of God. Es el primer álbum de la banda con la discográfica Prosthetic Records. La versión remasterizada de este álbum en el 2006 incluye cuatro pistas adicionales.

## Lista de canciones

### Versión original
1. «Black Label» – 4:52
2. «A Warning» – 2:23
3. «In the Absence of the Sacred» – 4:36
4. «Letter to the Unborn» – 2:56
5. «The Black Dahlia» – 3:19
6. «Terror and Hubris in the House of Frank Pollard» – 5:37
7. «The Subtle Arts of Murder and Persuasion» – 4:10
8. «Pariah» – 4:24
9. «Confessional» – 4:01
10. «O.D.H.G.A.B.F.E.» – 5:14

### Edición remasterizada
1. «Black Label» – 4:52
2. «A Warning» – 2:23
3. «In the Absence of the Sacred» – 4:36
4. «Letter to the Unborn» – 2:56
5. «The Black Dahlia» – 3:19
6. «Terror and Hubris in the House of Frank Pollard» – 5:37
7. «The Subtle Arts of Murder and Persuasion» – 4:10
8. «Pariah» – 4:24
9. «Confessional» – 4:01
10. «O.D.H.G.A.B.F.E.» – 5:14
11. «Nippon» (Bonus Track japonés) – 3:53
12. «New Willenium» (The Black Dahlia) [Versión Demo] – 3:06
13. «Half-Lid (A Warning)» [Versión Demo] – 2:28
14. «Flux» (Pariah) [Versión Demo] – 4:24

- Datos: Q1754699